# Orophea multiflora
Orophea multiflora Jovet-Ast – gatunek rośliny z rodziny flaszowcowatych (Annonaceae Juss.). Występuje naturalnie w Wietnamie oraz południowo-wschodnich Chinach (w regionie autonomicznym Kuangsi). 

## Morfologia
PokrójZimozielone drzewo dorastające do 4 m wysokości. Kora ma brązowoszarawą barwę. Pędy są nagie.
LiścieMają kształt od eliptycznego do podłużnie eliptycznego. Mierzą 5–8 cm długości oraz 2–3,5 cm szerokości. Nasada liścia jest zaokrąglona. Blaszka liściowa jest o spiczastym wierzchołku. Ogonek liściowy jest nagi i dorasta do 2 mm długości.
KwiatySą pojedyncze lub zebrane po 2–3 w kwiatostany, rozwijają się w kątach pędów. Mają żółtozielonkawą barwę. Mierzą 5 mm średnicy. Działki kielicha mają owalnie trójkątny kształt, są owłosione od zewnętrznej strony i dorastają do 1–2 mm długości. Płatki zewnętrzne mają zaokrąglony kształt, są owłosione od zewnątrz i osiągają do 3 mm długości, natomiast wewnętrzne są owalnie trójkątne, owłosione od wewnętrznej strony i mierzą 5–8 mm długości. Kwiaty mają 9 pręcików i 3 nagie owocolistki.

## Biologia i ekologia
Rośnie w lasach. Występuje na wysokości do 500 m n.p.m. Kwitnie w marcu, natomiast owoce dojrzewają od kwietnia do czerwca.